# Keine ahnung?
keine ahnung? ist eine von Mario Barth moderierte Unterhaltungsshow des Fernsehsenders ProSieben. Als Vorbild diente das US-amerikanische Fernsehspiel Oblivious, das die Silberne Rose von Montreux in der Kategorie Gameshow gewann.

## Merkmale
Die Show ist laut der Produktionsfirma Brainpool „Die erste Comedy-Quizshow mit versteckter Kamera“. Moderator Mario Barth stellt dabei unwissenden „Kandidaten“ in alltäglichen Situationen – etwa im Kaufhaus, beim Friseur oder beim Fleischer – unauffällig Fragen aus allen Themengebieten. Für jede richtige Antwort erhält der Kandidat 50 Euro.
Barth bekommt während der Sendung teilweise Unterstützung von Prominenten wie Helge Schneider, Janine Kunze, Stefan Raab, Wigald Boning, Hans-Werner Olm oder Ingo Appelt. Zwischen den Beiträgen kommentiert Barth die kuriosesten Antworten in einem Studio vor Publikum.

## Ausstrahlung
Von keine ahnung? wurden zwei Staffeln produziert. Während die erste am 24. November 2003 auf ProSieben erstausgestrahlt wurde, startete die zweite mit acht Folgen am 11. April 2005 und lief immer montags um 21:45 Uhr auf ProSieben.

## Sonstiges
Vom 9. November 2010 bis 17. September 2012 wurde ein ähnliches Format (Ahnungslos – das Comedyquiz mit Joko und Klaas) auf ProSieben ausgestrahlt.